# Aspergillus qizutongii
Aspergillus qizutongii är en svampart som beskrevs av D.M. Li, Y. Horie, Yu X. Wang & R.Y. Li 1998. Aspergillus qizutongii ingår i släktet Aspergillus och familjen Trichocomaceae.   Inga underarter finns listade i Catalogue of Life.